# Березанська міська рада
Береза́нська міська́ ра́да — адміністративно-територіальна одиниця та орган місцевого самоврядування у складі Київської області. Адміністративний центр — місто обласного значення Березань.

## Загальні відомості
- Територія ради: 32,92 км²
- Населення ради: 16 553 особи (станом на 1 вересня 2015 року)[1]
- Територією ради протікають річки Недра, Березанка

## Населені пункти
Міській раді підпорядковані населені пункти:
- м. Березань

## Склад ради
Рада складається з 26 депутатів та голови.
- Голова ради: Тимченко  Володимир  Григорович
- Секретар ради:Яхно  Катерина  Григорівна

### Керівний склад попередніх скликань
| Прізвище, ім'я, по батькові   | Основні відомості                                               | Дата обрання | Дата звільнення |
| ----------------------------- | --------------------------------------------------------------- | ------------ | --------------- |
| Пікало Олексій Іванович       | Міський голова, 1947 року народження, безпартійний              | 26.03.2006   | 31.10.2010      |
| Дунаєнко Анатолій Євгенович   | Міський голова, 1956 року народження, освіта вища, безпартійний | 31.10.2010   | 25.10.2015      |
| Тимченко Володимир Григорович | Міський голова, 1963 року народження, освіта вища, безпартійний | 25.10.2015   |                 |

Примітка: таблиця складена за даними сайту Верховної Ради України та ЦВК

### Депутати VII скликання
За результатами місцевих виборів 2015 року депутатами ради стали:

#### За суб'єктами висування
| Суб'єкт висування                                          | Кількість обраних депутатів | %     |
| ---------------------------------------------------------- | --------------------------- | ----- |
| Партія промисловців і підприємців України                  | 6                           | 23.08 |
| Партія Блок Петра Порошенка «Солідарність»                 | 4                           | 15.38 |
| Політична партія «Опозиційний блок»                        | 3                           | 11.54 |
| Політична партія «Наш край»                                | 3                           | 11.54 |
| Радикальна партія Олега Ляшка                              | 2                           | 7.69  |
| Політична партія «Українське Об'єднання патріотів — УКРОП» | 2                           | 7.69  |
| Політична партія Всеукраїнське об'єднання «Свобода»        | 2                           | 7.69  |
| Політична партія «Об'єднання „Самопоміч“»                  | 2                           | 7.69  |
| Політична партія Всеукраїнське об'єднання «Батьківщина»    | 2                           | 7.69  |

#### За округами
| № округу                                                   | Прізвище, ім'я, по батькові     | Дата нар.  | Освіта              | Партійна приналежність                                           | Відомості                                                                          |
| ---------------------------------------------------------- | ------------------------------- | ---------- | ------------------- | ---------------------------------------------------------------- | ---------------------------------------------------------------------------------- |
| Партія промисловців і підприємців України                  |                                 |            |                     |                                                                  |                                                                                    |
| пк                                                         | Рудківська Галина Миколаївна    | 10.09.1967 | вища                | член Партії промисловців і підприємців України                   | Фізична особа-підприємець                                                          |
| 1                                                          | Нипорка Борис Олександрович     | 13.08.1959 | професійно-технічна | безпартійний                                                     | Фізична особа-підприємець                                                          |
| 9                                                          | Рудківський Олег Миколайович    | 11.06.1972 | вища                | член Партії промисловців і підприємців України                   | Фізична особа-підприємець                                                          |
| 13                                                         | В'ялий Іван Якович              | 02.02.1960 | професійно-технічна | член Партії промисловців і підприємців України                   | Товариство з обмеженою відповідальністю «Пілар», електромонтер                     |
| 15                                                         | Дзень Олег Якович               | 16.06.1972 | вища                | безпартійний                                                     | пенсіонер                                                                          |
| 8                                                          | Москаленко Лариса Аркадіївна    | 18.06.1967 | вища                | безпартійна                                                      | тимчасово не працює                                                                |
| ПАРТІЯ "БЛОК ПЕТРА ПОРОШЕНКА «СОЛІДАРНІСТЬ»                |                                 |            |                     |                                                                  |                                                                                    |
| пк                                                         | Братко Володимир Борисович      | 17.04.1960 | вища                | член ПАРТІЇ "БЛОК ПЕТРА ПОРОШЕНКА «СОЛІДАРНІСТЬ»                 | Державне підприємство "Шовкорадгосп «Баришівський», директор                       |
| 5                                                          | Проценко Олена Григорівна       | 30.09.1959 | вища                | безпартійна                                                      | пенсіонер                                                                          |
| 26                                                         | Кудрявський Геннадій Григорович | 16.06.1980 | вища                | безпартійний                                                     | Товариство з обмеженою відповідальністю «Аерок», начальник виробництва             |
| 25                                                         | Шикіна Тетяна Іванівна          | 02.12.1967 | вища                | член ПАРТІЇ "БЛОК ПЕТРА ПОРОШЕНКА «СОЛІДАРНІСТЬ»                 | Березанський навчально-виховний комплекс, вчитель                                  |
| Політична партія «Наш край»                                |                                 |            |                     |                                                                  |                                                                                    |
| пк                                                         | Дунаєнко Анатолій Євгенович     | 29.09.1956 | вища                | член Політичної партії «Наш край»                                | Виконавчий комітет Березанської міської ради, міський голова м. Березань           |
| 22                                                         | Луценко Володимир Вікторович    | 24.08.1970 | вища                | безпартійний                                                     | Березакська міська лікарня, головний лікар                                         |
| 23                                                         | Глушак Анатолій Григорович      | 08.11.1949 | вища                | безпартійний                                                     | пенсіонер                                                                          |
| Політична Партія «Опозиційний блок»                        |                                 |            |                     |                                                                  |                                                                                    |
| пк                                                         | Грицун Юрій Васильович          | 26.08.1968 | вища                | член Політичної Партії «Опозиційний блок»                        | Громадська організація «Перевізник Березанщини», заступник голови                  |
| 2                                                          | Саєнко Віталій Володимирович    | 09.09.1965 | вища                | член Політичної Партії «Опозиційний блок»                        | Фізична особа-підприємець                                                          |
| 16                                                         | Любутов Євгеній Павлович        | 21.03.1961 | вища                | член Політичної Партії «Опозиційний блок»                        | пенсіонер                                                                          |
| політична партія Всеукраїнське об'єднання «Батьківщина»    |                                 |            |                     |                                                                  |                                                                                    |
| пк                                                         | Божок Тетяна Віталіївна         | 07.12.1969 | вища                | член політичної партії Всеукраїнське об'єднання «Батьківщина»    | Управління соціального захисту начальник, начальник управління                     |
| 3                                                          | Грицун Світлана Василівна       | 04.10.1972 | вища                | член політичної партії Всеукраїнське об'єднання «Батьківщина»    | Березанська міська рада, адміністратор центру надання адміністративних послуг      |
| політична партія Всеукраїнське об'єднання «Свобода»        |                                 |            |                     |                                                                  |                                                                                    |
| пк                                                         | Іванчук Юрій Анатолійович       | 29.07.1966 | вища                | член політичної партії Всеукраїнське об'єднання «Свобода»        | Товариство з обмеженою відповідальністю "Агропромисловий концерн «Колос», директор |
| 14                                                         | Сивак Володимир Федорович       | 07.06.1955 | вища                | безпартійний                                                     | Військова частина 3057, військовослужбовець                                        |
| Політична партія "Об'єднання «САМОПОМІЧ»                   |                                 |            |                     |                                                                  |                                                                                    |
| пк                                                         | Сивак Олег Володимирович        | 11.07.1981 | вища                | член Політичної партії "Об'єднання «САМОПОМІЧ»                   | ТОВ «Авто Номія», директор                                                         |
| 19                                                         | Орлов Дмитро Юрійович           | 17.01.1984 | професійно-технічна | член Політичної партії "Об'єднання «САМОПОМІЧ»                   | тимчасово не працює                                                                |
| ПОЛІТИЧНА ПАРТІЯ «УКРАЇНСЬКЕ ОБ'ЄДНАННЯ ПАТРІОТІВ — УКРОП» |                                 |            |                     |                                                                  |                                                                                    |
| пк                                                         | Глущук Юрій Васильович          | 18.02.1979 | вища                | член ПОЛІТИЧНОЇ ПАРТІЇ «УКРАЇНСЬКЕ ОБ'ЄДНАННЯ ПАТРІОТІВ — УКРОП» | тимчасово не працює                                                                |
| 20                                                         | Павленко Денис Михайлович       | 10.09.1981 | професійно-технічна | безпартійний                                                     | Торговельно-розважальний комплекс «Глобус», оператор пожежного поста               |
| Радикальна партія Олега Ляшка                              |                                 |            |                     |                                                                  |                                                                                    |
| пк                                                         | Лук'яненко Володимир Григорович | 01.03.1955 | вища                | член Радикальної партії Олега Ляшка                              | пенсіонер                                                                          |
| 14                                                         | Яхно Катерина Григорівна        | 26.04.1979 | вища                | член Радикальної партії Олега Ляшка                              | Товариство з обмеженою відповідальністю «Нафтосервіс», головний бухгалтер          |

### Депутати VI скликання
За результатами місцевих виборів 2010 року депутатами ради стали:

#### За суб'єктами висування
| Суб'єкт висування                                       | Кількість обраних депутатів | %    |
| ------------------------------------------------------- | --------------------------- | ---- |
| Політична партія Всеукраїнське об'єднання «Батьківщина» | 8                           | 22,2 |
| Соціалістична партія України                            | 7                           | 19,4 |
| Партія регіонів                                         | 6                           | 16,7 |
| Політична партія Всеукраїнське об'єднання «Свобода»     | 4                           | 11,1 |
| Політична партія «Фронт Змін»                           | 4                           | 11,1 |
| Партія Зелених України                                  | 2                           | 5,6  |
| Політична партія «Наша Україна»                         | 2                           | 5,6  |
| Народна Партія                                          | 1                           | 2,8  |
| Партія промисловців і підприємців України               | 1                           | 2,8  |
| Політична партія «Сильна Україна»                       | 1                           | 2,8  |

#### За округами
| № округу                                                | Прізвище, ім'я, по батькові       | Дата визнання обраним | Освіта  | Партійна приналежність                         | Відомості про обраного депутата                                                           |
| ------------------------------------------------------- | --------------------------------- | --------------------- | ------- | ---------------------------------------------- | ----------------------------------------------------------------------------------------- |
| Народна Партія                                          |                                   |                       |         |                                                |                                                                                           |
| 6                                                       | Захарчук Тетяна Іванівна          | 04.11.2010            | вища    | член Народної партії                           | Березанська міська рада, секретар ради                                                    |
| Партія Зелених України                                  |                                   |                       |         |                                                |                                                                                           |
| б/м                                                     | Яценко Михайло Іванович           | 04.11.2010            | середня | член Партії Зелених України                    | приватний підприємець                                                                     |
| б/м                                                     | Ганжа Олег Володимирович          | 04.11.2010            | вища    | член Партії Зелених України                    | ТОВ «Радуга», директор                                                                    |
| Партія промисловців і підприємців України               |                                   |                       |         |                                                |                                                                                           |
| 7                                                       | Рудківська Галина Миколаївна      | 04.11.2010            | вища    | член Партії промисловців і підприємців України | приватний підприємець                                                                     |
| Партія регіонів                                         |                                   |                       |         |                                                |                                                                                           |
| б/м                                                     | Чуприна Сергій Валерійович        | 04.11.2010            | вища    | член Партії регіонів                           | Управління праці та соціального захисту населення Баришівського району, начальник відділу |
| б/м                                                     | Проценко Вікторія Олександрівна   | 04.11.2010            | вища    | позапартійна                                   | ТОВ «Вітанікус», директор                                                                 |
| б/м                                                     | Харченко Олег Вікторович          | 04.11.2010            | середня | член Партії регіонів                           | Філія «Кушнер Оболонь» ТОВ «Кушнер», механік кетового відділу                             |
| б/м                                                     | Соболєв Павло Вікторович          | 04.11.2010            | вища    | член Партії регіонів                           | Філія «Кушнер Оболонь» ТОВ «Кушнер», начальник кегового відділу                           |
| 2                                                       | Грицун Юрій Васильович            | 04.11.2010            | вища    | позапартійний                                  | тимчасово не працює                                                                       |
| 11                                                      | Гончарова Тетяна Анатоліївна      | 04.11.2010            | вища    | позапартійна                                   | Відділ у справах сім'ї та молоді Березанської міської ради, начальник                     |
| Політична партія Всеукраїнське об'єднання «Батьківщина» |                                   |                       |         |                                                |                                                                                           |
| б/м                                                     | Глущук Юрій Васильович            | 04.11.2010            | вища    | член Всеукраїнського об'єднання «Батьківщина»  | Міністерство оборони України, начальник відділу                                           |
| б/м                                                     | Балановська Тетяна Валентинівна   | 04.11.2010            | вища    | член Всеукраїнського об'єднання «Батьківщина»  | Березанська загальноосвітня школа № 4, заступник директора                                |
| б/м                                                     | Подрєзов Володимир Михайлович     | 04.11.2010            | вища    | член Всеукраїнського об'єднання «Батьківщина»  | Київська обласна рада, депутат                                                            |
| б/м                                                     | Рибачук Юрій Іванович             | 04.11.2010            | вища    | член Всеукраїнського об'єднання «Батьківщина»  | ТОВ «Нафтохімімпекс», заступник начальника комерційного відділу                           |
| 3                                                       | Бондаренко Гліб Степанович        | 04.11.2010            | середня | член Всеукраїнського об'єднання «Батьківщина»  | пенсіонер                                                                                 |
| 8                                                       | Сарнацький Анатолій Володимирович | 04.11.2010            | вища    | член Всеукраїнського об'єднання «Батьківщина»  | пенсіонер                                                                                 |
| 16                                                      | Куява Алла Іванівна               | 04.11.2010            | вища    | член Всеукраїнського об'єднання «Батьківщина»  | Березанська міська лікарня, завідувачка поліклінічного відділення                         |
| 18                                                      | Вегера Петро Григорович           | 15.11.2010            | середня | член Всеукраїнського об'єднання «Батьківщина»  | Березанський завод ЗБВ, начальник відділу                                                 |
| Політична партія Всеукраїнське об'єднання «Свобода»     |                                   |                       |         |                                                |                                                                                           |
| б/м                                                     | Гапоненко Тарас Миколайович       | 04.11.2010            | середня | член Всеукраїнського об'єднання «Свобода»      | ТОВ Дніпромет, бригадир                                                                   |
| б/м                                                     | Суходольський Іван Васильович     | 04.11.2010            | вища    | член Всеукраїнського об'єднання «Свобода»      | приватний підприємець                                                                     |
| 4                                                       | Курилко Микола Іванович           | 04.11.2010            | середня | член Всеукраїнського об'єднання «Свобода»      | СПД "Курилко, одійв                                                                       |
| 5                                                       | Майстренко Віталій Володимирович  | 04.11.2010            | вища    | член Всеукраїнського об'єднання «Свобода»      | пенсіонер                                                                                 |
| Політична партія «Наша Україна»                         |                                   |                       |         |                                                |                                                                                           |
| 1                                                       | Нипорка Борис Олександрович       | 04.11.2010            | вища    | член Політичної партії «Наша Україна»          | приватний підприємець                                                                     |
| 14                                                      | Полтавець Лідія Михайлівна        | 04.11.2010            | вища    | позапартійна                                   | Березанська загальноосвітня школа № 4, иректорд                                           |
| Політична партія «Сильна Україна»                       |                                   |                       |         |                                                |                                                                                           |
| б/м                                                     | Новікова Алла Володимирівна       | 04.11.2010            | вища    | член Політичної партії «Сильна Україна»        | Укрзалізниця, диспетчер                                                                   |
| Політична партія «Фронт Змін»                           |                                   |                       |         |                                                |                                                                                           |
| б/м                                                     | Філоненко Валентина Максимівна    | 04.11.2010            | вища    | член Політичної партії «Фронт Змін»            | тимчасово не працює                                                                       |
| б/м                                                     | Варениченко Володимир Павлович    | 04.11.2010            | вища    | член Політичної партії «Фронт Змін»            | Асоціація ОСББ м. Березань, президент                                                     |
| б/м                                                     | Козленко Олексій Микитович        | 04.11.2010            | вища    | член Політичної партії «Фронт Змін»            | Березанська міська лікарня, лікар-стоматолог                                              |
| 9                                                       | Попсуй Микола Андрійович          | 04.11.2010            | вища    | член Політичної партії «Фронт Змін»            | приватний підприємець                                                                     |
| Соціалістична партія України                            |                                   |                       |         |                                                |                                                                                           |
| б/м                                                     | Ук Дара Чан                       | 04.11.2010            | вища    | позапартійний                                  | Березанська школа мистецтв, викладач образотворчого мистецтва                             |
| б/м                                                     | Куява Володимир Олексійович       | 04.11.2010            | вища    | позапартійний                                  | Березанська поліклініка, терапевт                                                         |
| 10                                                      | Яхно Катерина Григорівна          | 04.11.2010            | вища    | позапартійна                                   | ТОВ «Автосервіс», ухгалтерб                                                               |
| 12                                                      | Сирота Тетяна Данилівна           | 04.11.2010            | вища    | позапартійна                                   | приватний підприємець                                                                     |
| 13                                                      | Ук Світлана Олександрівна         | 04.11.2010            | вища    | позапартійна                                   | Березанська школа мистецтв, директор                                                      |
| 15                                                      | Луценко Володимир Вікторович      | 04.11.2010            | вища    | позапартійний                                  | Березанська міська лікарня, лікар                                                         |
| 17                                                      | Терех Сергій Дмитрович            | 04.11.2010            | вища    | позапартійний                                  | ТОВ «Добробуд», ачальник дільницін                                                        |